# Arthunge
Arthunge – gaun wikas samiti w zachodniej części Nepalu w strefie Dhawalagiri w dystrykcie Myagdi. Według nepalskiego spisu powszechnego z 2001 roku liczył on 1806 gospodarstw domowych i 7400 mieszkańców (3734 kobiet i 3666 mężczyzn).